# Eduardo Rojas Sepulveda
Eduardo Rojas Sepulveda (ur. 22 października 1969) – chilijski szachista, mistrz FIDE od 1985 roku.

## Kariera szachowa
Dwukrotnie zdobył medale mistrzostw świata juniorów do 16 lat: złoty (Petach Tikwa 1985) oraz srebrny (Bucaramanga 1983). W latach 1985 (w Szardży) i 1986 (w Gausdal) dwukrotnie reprezentował Chile na mistrzostwach świata juniorów do 20 lat, odpowiednio dzieląc 16. i 20. miejsce. W 1986 r. wystąpił w turnieju młodych mistrzów w Oakham, dzieląc 6. miejsce (zwyciężył wówczas Robert Kuczyński).
Najwyższy ranking w karierze osiągnął 1 lipca 1985 r., z wynikiem 2350 punktów zajmował wówczas 7. miejsce wśród chilijskich szachistów. Od 1988 r. nie uczestniczy w turniejach klasyfikowanych przez Międzynarodową Federację Szachową.